# 赫氏豹鰨
赫氏豹鰨為輻鰭魚綱鰈形目鰨亞目鰨科的其中一種，為亞熱帶海水魚，分布於西南太平洋澳洲昆士蘭南部至新南威爾斯海域，棲息深度3-20公尺，體長可達15公分，棲息在沿岸沙底質底層水域，生活習性不明。

## 扩展阅读
維基物種上的相關：赫氏豹鰨